# Año de las Naciones Unidas para la Tolerancia
1995 fue proclamado Año de las Naciones Unidas para la Tolerancia  por la Asamblea General de las Naciones Unidas mediante la resolución 48/116, adoptada el 20 de diciembre de 1993. La iniciativa fue impulsada por la Organización de las Naciones Unidas para la Educación, la Ciencia y la Cultura (UNESCO), con el objetivo de promover la tolerancia como un valor fundamental para la paz y el respeto de los derechos humanos. La proclamación se enmarcó en el contexto del 50º aniversario de las Naciones Unidas y de la UNESCO, subrayando la necesidad de fortalecer los principios de respeto mutuo y convivencia pacífica entre las naciones y los pueblos.

## Actividades y alcance
Durante el Año de la Tolerancia, la UNESCO y otros organismos especializados de la ONU se comprometieron a fomentar el diálogo intercultural, la cooperación internacional y la sensibilización pública sobre la importancia de la tolerancia. Con el fin de alcanzar estos objetivos, se promovieron iniciativas educativas que enfatizaron el papel crucial de la educación en la construcción de una cultura de tolerancia. Se desarrollaron materiales pedagógicos destinados a las instituciones educativas de todo el mundo, y se llevaron a cabo conferencias internacionales para compartir experiencias y buenas prácticas en la promoción del respeto mutuo.
Además, se trabajó en el fortalecimiento de la comunicación y la libertad de expresión, destacando el papel de los medios de comunicación en la difusión de mensajes de inclusión y respeto. Se incentivó la participación de diversas comunidades culturales y religiosas, impulsando la cooperación en el desarrollo de programas que fomentaran el entendimiento mutuo y la prevención de la discriminación.
Las campañas de concienciación jugaron un papel fundamental, dirigidas a sensibilizar a la opinión pública sobre la necesidad de combatir la exclusión y la discriminación en todas sus formas. A través de estas iniciativas, se buscó involucrar a gobiernos, organizaciones no gubernamentales, el sector privado y la sociedad civil para generar un impacto sostenible y duradero en las políticas de tolerancia.
Para la implementación de estas actividades, los Estados miembros participaron activamente en la elaboración de programas nacionales e internacionales, asegurando la inclusión de la tolerancia como un valor esencial en sus agendas de desarrollo. El financiamiento de estas iniciativas se realizó principalmente mediante contribuciones voluntarias provenientes de diversas fuentes, incluyendo aportes estatales, del sector privado y de organizaciones no gubernamentales.